# Эль-Бадари
Эль-Бадари (араб. البداري‎) — город в центральной части Египта, расположенный на территории мухафазы Асьют.

## История
В первой половине XX века в Эль-Бадари были открыты могильники и поселения культуры позднего неолита, распространённой некогда в долине Нила. Впоследствии эта культура получила название Бадарийской.

## Географическое положение
Город находится в юго-западной части мухафазы, в правобережной части долины реки Нил, на расстоянии приблизительно 27 километров к юго-востоку от Асьюта, административного центра провинции. Абсолютная высота — 30 метров над уровнем моря.

## Демография
По данным переписи 2006 года численность населения Эль-Бадари составляла 48 144 человек.
Динамика численности населения города по годам:
| 1986   | 1996   | 2006   |
| ------ | ------ | ------ |
| 34 590 | 36 113 | 42 770 |

## Транспорт
Ближайший аэропорт расположен в городе Асьют.